# Cour d'Altorf
La cour d'Altorf est un monument historique situé à Molsheim, dans le département français du Bas-Rhin.

## Localisation
Ce bâtiment est situé au 16, rue Lieberman à Molsheim.

## Historique
L'édifice fait l'objet d'une inscription au titre des monuments historiques depuis 1930.